# Hyalurga padua
Hyalurga padua là một loài bướm đêm thuộc phân họ Arctiinae, họ Erebidae.